# Мирзаев, Абдул Тайзиевич
Абдул Тайзиевич Мирзаев (лакск. Аьбдул Мирзаев, Кули ныне Кулинский район, Дагестан) — лакский поэт, член Союза писателей СССР с 1957 года. Член Коммунистической партии с 1952.

## Биография
Из семьи железнодорожника. 
Участник Великой Отечественной войны.
Окончил Кумухское педагогическое училище (1949). Работал учителем литературы в селении Балхар Акушинского района. 
Первые стихи  были напечатаны в 1950 году в газете «Ц1усса ххуллу» («Новый Путь»). В 1954 вышел первый сборник стихов «Весенние цветы». В 1960 г. окончил Литературный институт им. М. Горького. 

## Творчество
Свыше 20 поэтических сборников. Среди них: 
- Доброе слово [Текст] : Стихи : Пер. с лакск. - Москва : Сов. писатель, 1972. - 95 с. : ил.; 16 см.
- Орлы и орлята [Текст] : Стихи / Пер. с. лакск. А. Зайца. - [Москва] : Сов. Россия, 1967. - 112 с.; 14 см.
- Я тот самый мальчик [Текст] : стихи : [для младшего школьного возраста] / А. Мирзаев ; пер. с лакского Я. Козловского ; рис. Э. Асташева. - Москва : Детская лит., 1965. - 39 с. : ил.; 20 см.
- Песня о жизни : Стихи / Абдул Мирзаев. - Махачкала : Даг. кн. изд-во, 1989. - 112 с. : ил.; 17 см.
- Мелодии души : [Стихи] / Абдул Мирзаев; [Худож. И. Задера]. - Махачкала : Дагест. кн. изд-во, 1995. - 347,[2] с.; 17 см.; ISBN 5-297-00514-0
- Круглый год : [Стихи. Для мл. школ. возраста] / Абдул Мирзаев; [Худож. Ф. Джанахай]. - Махачкала : Дагучпедгиз, 1982. - 31 с. : ил.; 22 см.
- Жажда [Текст] : Стихи / Абдул Мирзаев ; Пер. с лак. Г. Регистана ; [Худож. И. Сайко]. - Москва : Современник, 1975. - 79 с.; 16 см.
- Хорошее слово : [Стихи : Для мл. шк. возраста] / А. Мирзаев; [Худож. А. В. Воробьев]. - Махачкала : Дагучпедгиз, 1987. - 55 с. : ил.; 21 см.
- Котелок звезд [Текст] : Стихи : [Для мл. шк. возраста] / Абдул Мирзаев ; Пер. с лак. Алла Ахундова ; [Рис. Ю. Круглова]. - Москва : Дет. лит., 1979. - 46 с. : ил.; 20 см.